# Mohammed-Moschee

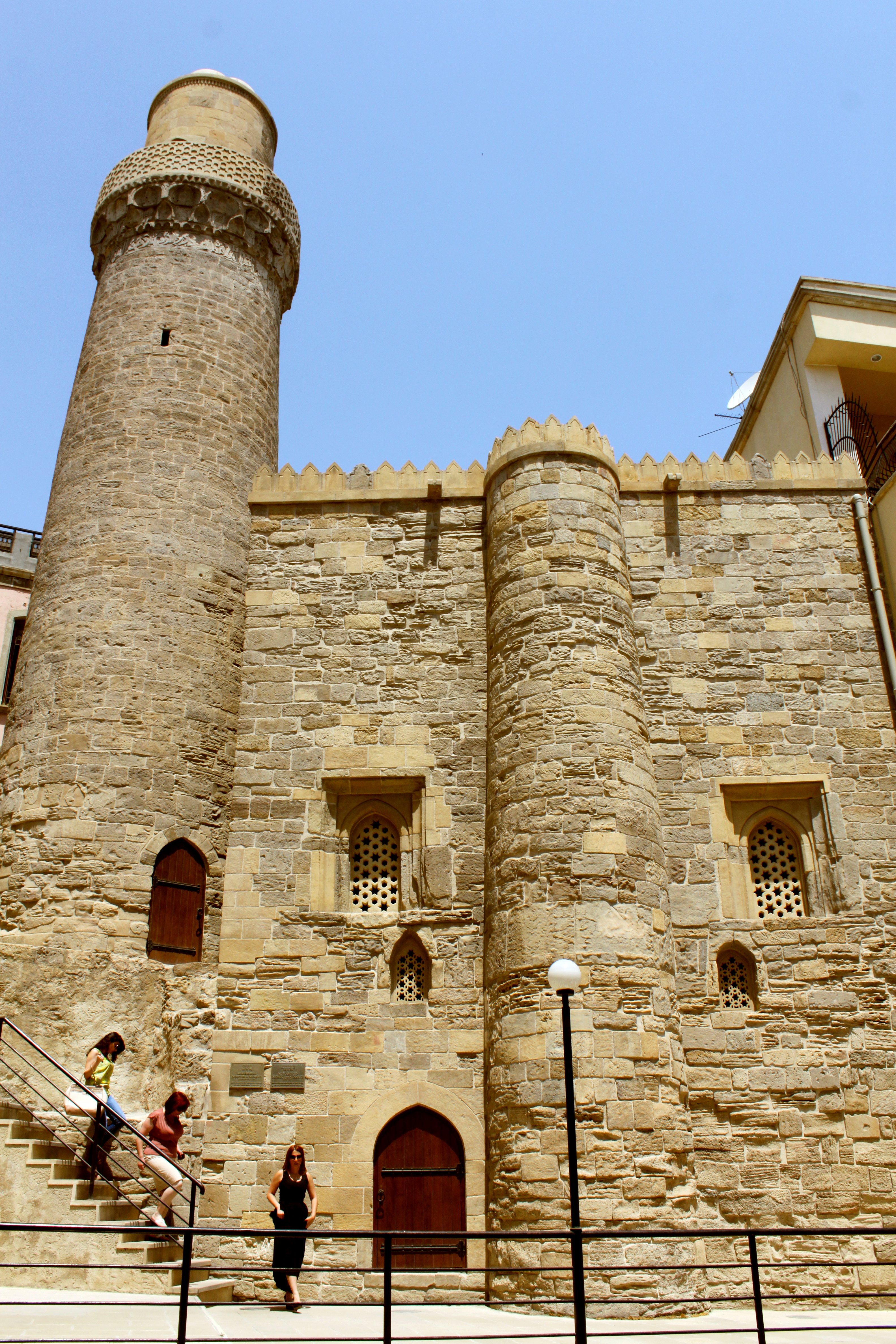
Mohammed-Moschee mit Minarett

Die Mohammed-Moschee in Baku ist ein islamisches Gotteshaus, das in den Jahren 1078/79 errichtet wurde. Baumeister war Muhammed ibn Abubekr. Das Gebäude, zu dem auch das Synyk-kala-Minarett gehört, ist das älteste Bauwerk dieser Art in Aserbaidschan.

## Aufbau des Minaretts

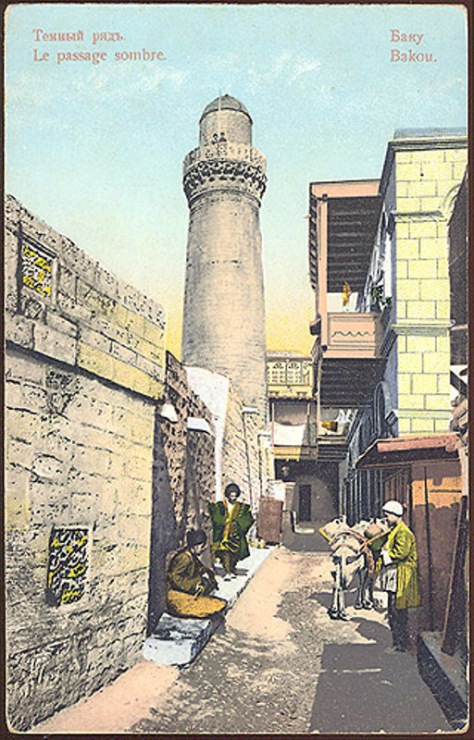
Postkarte von 19. Jahrhundert mit Moschee

Das Synyk-kala-Minarett ist im Stil des nördlichen Aserbaidschan errichtet worden, jedoch einfach gehalten. Der Ziegelbau verjüngt sich nach oben und besitzt nur wenige Schmuckelemente am Erker. Der Erker, der von einem aus einem sechszackigen Stern gebildeten Steingeländer begrenzt ist, wird von einem hängenden Stalaktitengewölbe getragen. Unterhalb dessen zieht sich ein Koranspruch in kufischen Buchstaben um das Minarett.
Das Minarett hat nur wenig Ähnlichkeit mit den reicher verzierten, später errichteten Minaretten und wurde bis ins 13. Jahrhundert vermutlich auch als Wachturm genutzt.